# 住吉宮町

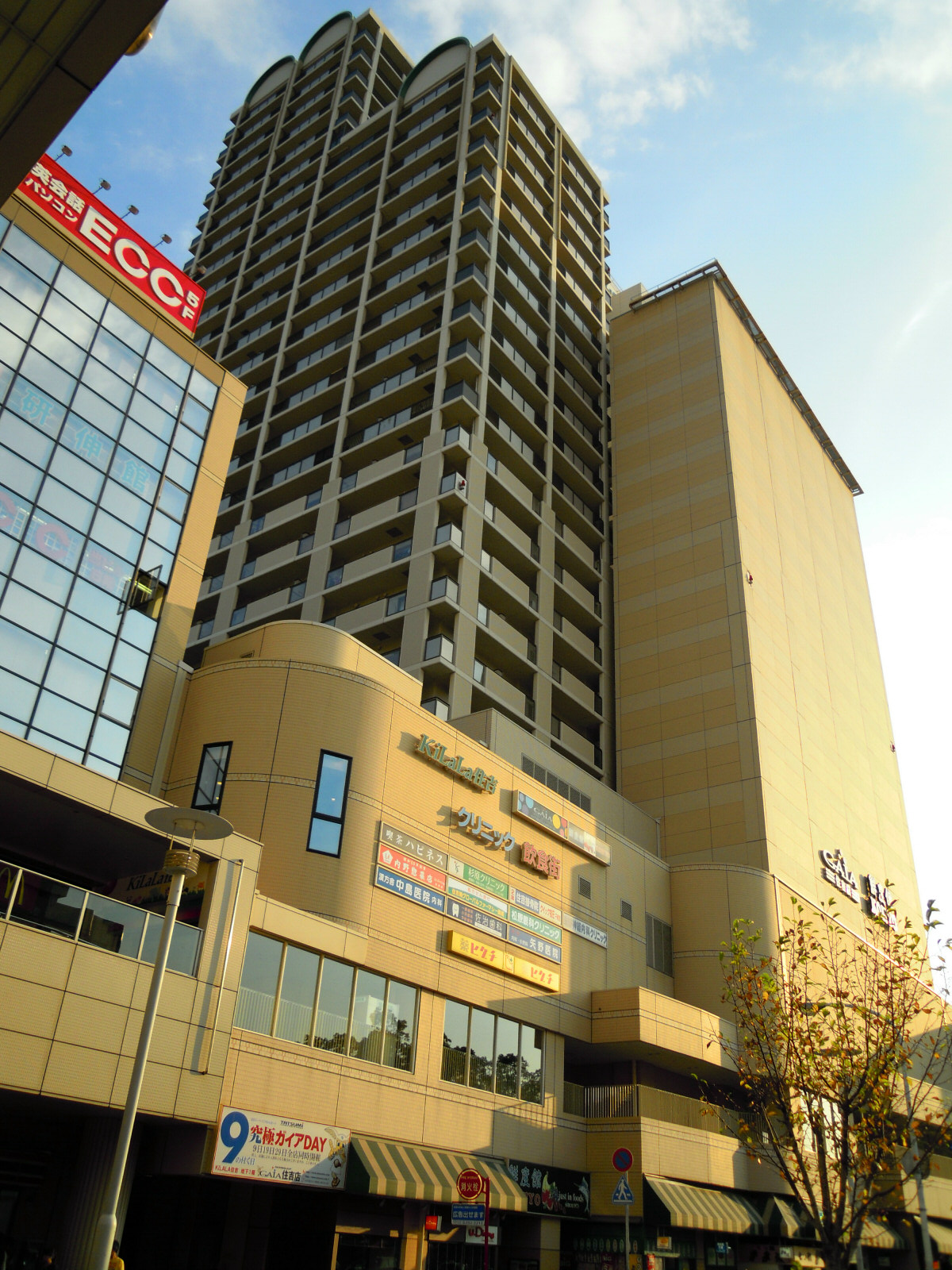
JR・六甲ライナー住吉駅南側に位置するLiLaLa住吉（四丁目）

住吉宮町（すみよしみやまち）は、兵庫県神戸市東灘区の町名の一つで、旧・住吉村域（住吉地区）のうち、北を東海道本線、南を阪神本線、東を住吉幹線に隔てられた範囲。郵便番号658-0053。

## 地理
東は住吉東町、南東は魚崎西町、南は住吉南町、西は御影中町、北は住吉本町に接する。

### 地価
住宅地の地価は、2014年（平成26年）1月1日の公示地価によれば、住吉宮町3-8-19の地点で25万9000円/m2となっている。

## 歴史
昭和44年（1969年）6月1日の住居表示実施により、住吉宮町一 - 七丁目が成立した。住吉町の字のうち、求女（住之江区西南部と呉田区の阪神以北東部）が一丁目、泉（住之江区住吉幹線以西北部）が二丁目、吉田（吉田区国道2号以南・住吉幹線以西）が三丁目、宮東（同国道2号以北）の国鉄以南・住吉幹線以西が四丁目、唐松（呉田区の阪神以北西部と茶屋区の鳴尾御影線以南）が五丁目、茶屋（茶屋区の鳴尾御影線以北・国道2号以南）が六丁目、宮西（茶屋区の国道2号以北）が七丁目となった。
1977年2月8日、住吉宮町一丁目で行われていた下水道の工事現場で、ガス管を破壊したことを契機に爆発が発生。付近の民家が大破したほか通行人も巻き込まれ1人死亡、15人重軽傷。

### 地名の由来

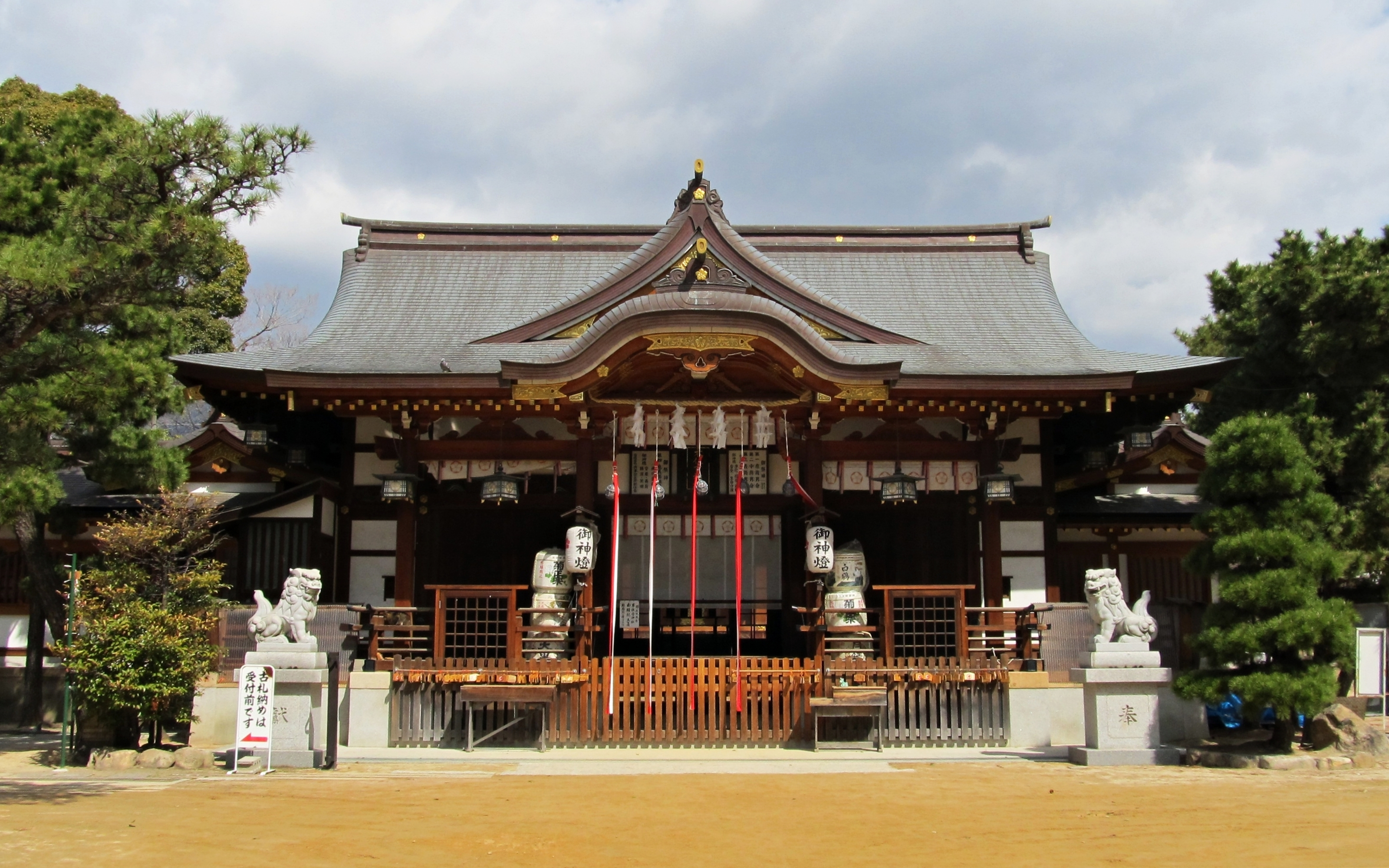
本住吉神社（七丁目）

宮町の地名は、本住吉神社が祀られていることから付けられた。本住吉神社では神功皇后が征韓の帰りに武庫の泊で行き悩み住吉三神の指図で祀った「沼名椋（ぬなくら）の長峡」がこの地にあるとされているが、大阪市住吉区にも該当する地名がある。『新 神戸の地名』は大阪の住吉から漁業の守り神として勧進したとする説が有力視されているとする。
求女には4世紀後半に築造された前方後円墳 東求女塚古墳があった。
吉田は建武2年（1335年）に南朝の内大臣吉田定房の三男 幸麿が自分の荘園であったこの地へ逃れ、住吉神社の東（国道2号線沿いの北、現・吉田区会館）にその末裔といわれる吉田氏の居宅があったことによる。
茶屋は旧西国街道の両側に休み茶屋があったことから。

## 町名の変遷
| 昭和25年4月1日                               | 昭和37年9月5日 | 昭和44年6月1日                 |
| -------------------------------------------- | -------------- | ------------------------------ |
| 住吉町馬場東（中部、住吉町呉田になった以外） | 住吉町求女     | 住吉宮町一丁目                 |
| 住吉町堀ノ内（南半）                         | 住吉町求女     | 住吉宮町一丁目                 |
| 住吉町塚ノ後                                 | 住吉町求女     | 住吉宮町一丁目                 |
| 住吉町塚ノ前（北半、住吉町呉田になった以外） | 住吉町求女     | 住吉宮町一丁目                 |
| 住吉町馬場東（北部）                         | 住吉町泉       | 住吉宮町二丁目                 |
| 住吉町兼ノ松（南半）                         | 住吉町泉       | 住吉宮町二丁目                 |
| 住吉町畔倉（南半）                           | 住吉町泉       | 住吉宮町二丁目                 |
| 住吉町丸ノ後                                 | 住吉町泉       | 住吉宮町二丁目                 |
| 住吉町堀ノ内（北半）                         | 住吉町泉       | 住吉宮町二丁目                 |
| 住吉町恋野（西半、住吉町道ノ下になった以外） | 住吉町泉       | 住吉宮町二丁目                 |
| 住吉町兼ノ松（北半）                         | 住吉町吉田     | 住吉宮町三丁目                 |
| 住吉町前田                                   | 住吉町吉田     | 住吉宮町三丁目                 |
| 住吉町弥ヶ門                                 | 住吉町吉田     | 住吉宮町三丁目                 |
| 住吉町畔倉（北半）                           | 住吉町吉田     | 住吉宮町三丁目                 |
| 住吉町花田                                   | 住吉町吉田     | 住吉宮町三丁目                 |
| 住吉町恋自                                   | 住吉町吉田     | 住吉宮町三丁目                 |
| 住吉町宮東                                   | 住吉町宮東     | 住吉宮町四丁目、住吉東町五丁目 |
| 住吉町八甲田（中部、住吉町呉田になった以外） | 住吉町唐松     | 住吉宮町五丁目                 |
| 住吉町柳（北半、住吉町呉田になった以外）     | 住吉町唐松     | 住吉宮町五丁目                 |
| 住吉町梅木（南半）                           | 住吉町唐松     | 住吉宮町五丁目                 |
| 住吉町唐松（北半、住吉町呉田になった以外）   | 住吉町唐松     | 住吉宮町五丁目                 |
| 住吉町宮ノ前（南半）                         | 住吉町茶屋     | 住吉宮町六丁目                 |
| 住吉町宮西（南半）                           | 住吉町茶屋     | 住吉宮町六丁目                 |
| 住吉町八甲田（北部）                         | 住吉町茶屋     | 住吉宮町六丁目                 |
| 住吉町梅木（北半）                           | 住吉町茶屋     | 住吉宮町六丁目                 |
| 住吉町西口（南半）                           | 住吉町宮西     | 住吉宮町七丁目                 |
| 住吉町垣ノ内（南半）                         | 住吉町宮西     | 住吉宮町七丁目                 |
| 住吉町宮西（北半）                           | 住吉町宮西     | 住吉宮町七丁目                 |
| 住吉町宮ノ前（北半）                         | 住吉町宮西     | 住吉宮町七丁目                 |
| 住吉町吉田                                   | 住吉町宮西     | 住吉宮町七丁目                 |

## 人口統計
平成17年国勢調査（2005年10月1日現在）における世帯数は3,510、人口7,222で内男性3,423人・女性
3,799人。

## 施設
- 求女塚東公園（東求女塚古墳跡、一丁目）
- 神戸市立遊喜幼稚園（一丁目）
- 東灘年金事務所（一丁目）
- 専念寺（二丁目）
- 住吉公園（三丁目）
- 阪神電気鉄道本線住吉駅（五丁目）
- 本住吉神社（七丁目）

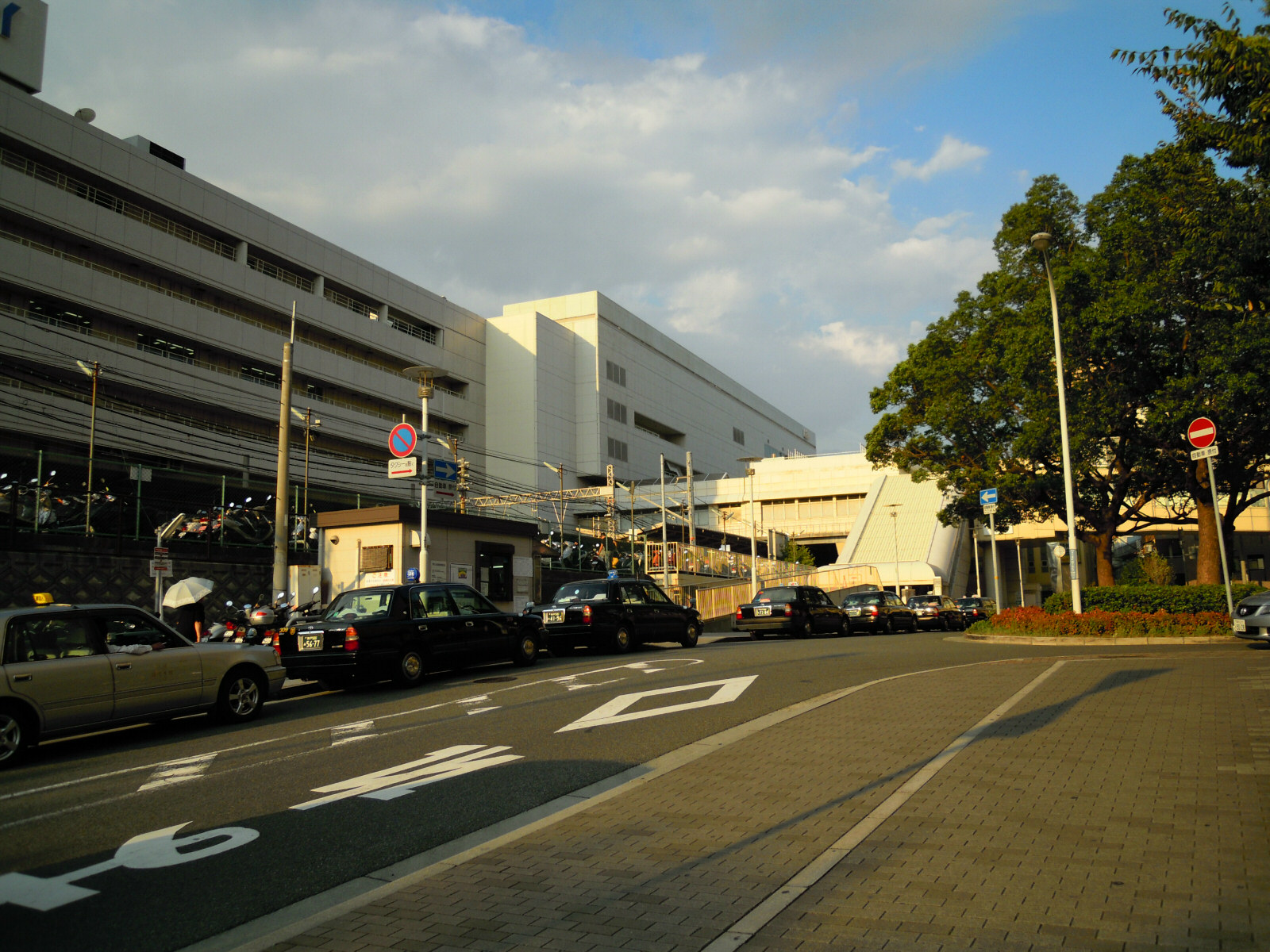
JR・六甲ライナー住吉駅南口（四丁目）。駅舎自体は住吉本町一丁目に含まれる。

- 住吉宮町遺跡（JR住吉駅周辺に広がる複合遺跡）